# Josef Ressel Zentrum
Ein Josef Ressel Zentrum ist eine technisch-wissenschaftliche Forschungseinrichtung, die an österreichischen Fachhochschulen seit dem Jahr 2000 gegründet werden kann. Diese Zentren werden jeweils zur Hälfte durch die öffentliche Hand und Unternehmenspartner finanziert und sind nach dem österreichischen Erfinder Josef Ressel (1793–1857) benannt. Sie sind das Analogon zu den Christian Doppler Labors an den österreichischen Universitäten.
Die Abwicklung und Prüfung der Projektanträge sowie finanzielle Abwicklung der Förderung läuft über die Christian Doppler Forschungsgesellschaft.

## Struktur der Laboratorien

### Ziele
Die Josef Ressel Zentren dienen drei Zwecken:
- der anwendungsorientierten Forschung,
- der Zusammenarbeit zwischen Fachhochschulen und Unternehmen
- sowie dem allgemeinen Technologietransfer.

Durch das Modell soll ein Brückenschlag zwischen Grundlagenforschung und industrieller Anwendung erfolgen.

### Kooperation zwischen Fachhochschulen und Unternehmen
Die meisten dieser Laboratorien sind als Abteilungen an bestehende Fachhochschulen angegliedert. So kann die bestehende wissenschaftliche Infrastruktur optimal genutzt werden. Die Forschungsaufträge stammen von Partnern aus der Industrie. Die Laboratorien forschen im Auftrag und mit Unterstützung der Partner an einem Thema der anwendungsorientierten Grundlagenforschung.
Durch dieses Modell sollen beide Seiten profitieren: Die Unternehmen erhalten Zugriff auf die Forschungskapazität an der Fachhochschule. Dieses erhält im Gegenzug Unterstützung und Rückmeldung des Industriepartners, der an einer praxisorientierten Forschung interessiert ist. Das Modell ist für beide Seiten über längere Zeit finanziell und organisatorisch abgesichert und erleichtert so die Zusammenarbeit.

### Finanzierung
Jeweils die Hälfte der Kosten eines Josef Ressel Zentrums werden von der öffentlichen Hand und den Industriepartnern getragen. Im Rahmen einer Public Private Partnership finanzieren die Unternehmen gemeinsam mit dem Bundesministerium für Digitalisierung und Wirtschaftsstandort und der Nationalstiftung für Forschung, Technologie und Entwicklung die Forschung der JR-Zentren. Für die Unternehmen bedeutet dies, dass jeder investierte Euro vom Staat verdoppelt wird. Die öffentliche Hand hingegen kann so sicherstellen, dass die beteiligten Fachhochschulen anwendungsorientierte Forschung betreiben. Die Abwicklung und Prüfung der Projektanträge sowie finanzielle Abwicklung der Förderung laufen über die Christian Doppler Forschungsgesellschaft, einen gemeinnützigen Verein mit Sitz in Wien.
Im Jahr 2005 betrug das Budget für die damaligen Laboratorien 12,508 Millionen Euro, im Jahr 2019 lagen die Forschungsausgaben der Christian Doppler Forschungsgesellschaft für CD-Labors und JR-Zentren bei insgesamt 33 Millionen Euro.

## Aktuelle Josef-Ressel-Zentren (JR-Zentren)
(Quelle:)
- JR-Zentrum für Anwenderorientierte Smart Grid Privacy, Sicherheit und Steuerung, Fachhochschule Salzburg
- JR-Zentrum für Modellbasierte Entwicklung verlässlicher Systeme, Fachhochschule Salzburg
- JR-Zentrum für User-friendly Secure Mobile Environments, Fachhochschule Oberösterreich
- JR-Zentrum für Produktion von Pulveraktivkohle aus kommunalen Reststoffen, Management Center Innsbruck
- JR-Zentrum für Collective Action und Responsible Partnerships, IBES, Fachhochschule Wien
- JR-Zentrum für Intelligente Thermische Energiesysteme, Fachhochschule Vorarlberg
- JR-Zentrum für Adaptive Optimierung in dynamischen Umgebungen, Fachhochschule Oberösterreich
- JR-Zentrum für Blockchain-Technologien und -Sicherheitsmanagement, Fachhochschule Sankt Pölten
- JR-Zentrum für Phytogene Wirkstoffforschung, Fachhochschule Oberösterreich
- JR-Zentrum für Echtzeitvisualisierung von Wertschöpfungsnetzwerken, Fachhochschule Oberösterreich
- JR-Zentrum für Entwicklung umfassender analytischer Techniken für die Pharmaindustrie, Fachhochschule Joanneum
- JR-Zentrum für Innovative Plattformen für Elektronische Systeme, Fachhochschule Technikum Wien
- JR-Zentrum für Thermografische zerstörungsfreie Prüfung von Verbundwerkstoffen, Fachhochschule Oberösterreich Forschungs und Entwicklungs GmbH
- JR-Zentrum für Symbolische Regression, Fachhochschule Oberösterreich Forschungs und Entwicklungs GmbH
- JR-Zentrum für Innovative Mehrkörperdynamik, Fachhochschule Oberösterreich Forschungs und Entwicklungs GmbH
- JR-Zentrum für Erforschung von Prädispositionen der perinatalen metabolischen Programmierung von Adipositas, Fachhochschule Joanneum
- JR-Zentrum für Grundlegung einer personalisierten Musiktherapie, IMC Fachhochschule Krems
- JR-Zentrum für Dünnglastechnologie für Anwendungen im Bauwesen, Fachhochschule Joanneum
- JR-Zentrum für Konsolidierte Erkennung gezielter Angriffe, Fachhochschule Sankt Pölten
- JR-Zentrum für Verifikation von eingebetteten Computersystemen, Fachhochschule Technikum Wien
- JR-Zentrum für Robuste Entscheidungen, Fachhochschule Vorarlberg
- JR-Zentrum für Materialbearbeitung mit ultrakurz gepulsten Laserquellen, Fachhochschule Vorarlberg
- JR-Zentrum für Angewandtes Wissenschaftliches Rechnen in Energie, Finanzwirtschaft und Logistik, Fachhochschule Vorarlberg
- JR-Zentrum für Entwicklung integrierter CMOS RF Systeme und Schaltungen, Fachhochschule Kärnten
- JR-Zentrum für Vernetzte Systembewertung einer nachhaltigen Energieversorgung, Fachhochschule Burgenland
- JR-Zentrum für Intelligente und Sichere Industrieautomatisierung, Fachhochschule Salzburg